# Kraljeva palača, Casablanca
Kraljeva palača Casablanca je glavna rezidenca maroškega kralja v Casablanci v Maroku, natančneje v soseski Hubus. Zgrajena je bila v 1920-ih v času francoskega protektorata. Njena arhitekta sta bila brata Louis-Paul in Félix-Joseph Pertuzio, vrt pa je zasnoval Jean-Claude Nicolas Forestier. Pod vladavino Hasana II. jo je obnovil oblikovalec André Paccard.
To je palača v neoarabskem slogu. Glavna vrata palače so sestavljena iz velikega portika s tremi podkvastimi loki, z osrednjimi vrati v kovinsko zlati barvi in izklesanimi z geometrijskimi motivi, ki jih krona rastlinski pokrov.
Velja za drugo najpomembnejše kraljevo rezidenco v Maroku po Dar al-Majzénu v Rabatu. Bila je prizorišče pomembnih dogodkov. To so četrti vrh Organizacije za islamsko sodelovanje leta 1984 in srečanje Hasana II. s papežem Janezom Pavlom II. leta 1985, ko je papež prvič obiskal muslimansko državo na povabilo islamskega voditelja.
Kraljeva palača ni odprta za javnost.